# Rodrigo Mora
Rodrigo Nicanor Mora Núñez (Rivera, 1987. október 29. –) uruguayi labdarúgó, az argentin Juventud Unida csatára.

## Sikerei, díjai
River Plate
- Copa Sudamericana: 2014
- Recopa Sudamericana: 2015, 2016
- Copa Libertadores: 2015, 2018
- Suruga Bank bajnokság: 2015
- Argentin kupa: 2016
- Argentin szuperkupa: 2017